# Cupa României 1955
Der Cupa României in der Saison 1955 war das 18. Turnier um den rumänischen Fußballpokal. Sieger wurde CCA Bukarest, das sich im Finale am 18. Dezember 1955 gegen den Zweitligisten Progresul Oradea durchsetzen konnte. Titelverteidiger Metalul Reșița war bereits frühzeitig ausgeschieden.

## Modus
Die Klubs der Divizia A stiegen erst in der Runde der letzten 32 Mannschaften ein und mussten zunächst auswärts antreten. Es wurde jeweils nur eine Partie ausgetragen. Stand diese nach 90 Minuten unentschieden, folgte eine Verlängerung von 30 Minuten. Falls danach noch immer keine Entscheidung gefallen war, zog die Gastmannschaft in die nächste Runde ein.

## Sechzehntelfinale
| Datum            |                          | Ergebnis             |                         |
| ---------------- | ------------------------ | -------------------- | ----------------------- |
| 13. Oktober 1955 | Dinamo Bacău             | 1:0 (0:0)            | Progresul Bukarest      |
|                  | Dinamo Bârlad            | 0:2 (0:0)            | Flacăra Ploiești        |
|                  | Locomotiva Bukarest      | 3:2 n. V. (2:2, 2:1) | Locomotiva Constanța    |
|                  | Metalul Câmpia Turzii    | 5:3 (4:0)            | Locomotiva Târgu Mureș  |
|                  | Flacăra Câmpina          | 1:2 (1:1)            | Dinamo Orașul Stalin    |
|                  | Metalul Cugir            | 1:2 (1:1)            | Flamura Roșie Arad      |
|                  | Avântul Fălticeni        | 1:0 n. V.            | Știința Cluj            |
|                  | Dinamo Galați            | 1:4 (1:2)            | Progresul CPCS Bukarest |
|                  | Metalul Hunedoara        | 2:1 n. V. (1:1, 1:0) | Minerul Petroșani       |
|                  | Flacăra Mediaș           | 1:0 (1:0)            | Avântul Reghin          |
|                  | Locomotiva Oradea        | 2:1 (1:1)            | Metalul Baia Mare       |
|                  | Progresul Oradea         | 4:1 (3:1)            | Locomotiva Timișoara    |
|                  | Metalul Oțelu Roșu       | 3:2 (2:1)            | Știința Timișoara       |
|                  | Locomotiva Pașcani       | 3:4 (2:0)            | Dinamo „B“ Bukarest     |
|                  | Dinamo Pitești           | 2:3 (0:2)            | CCA Bukarest            |
|                  | Locomotiva Turnu Severin | 0:5 (0:3)            | Dinamo Bukarest         |

## Achtelfinale
| Datum            |                     | Ergebnis             |                         |
| ---------------- | ------------------- | -------------------- | ----------------------- |
| 2. November 1955 | Dinamo Bacău        | 0:3 (0:3)            | CCA Bukarest            |
|                  | Locomotiva Bukarest | 2:1 (0:0)            | Flacăra Ploiești        |
|                  | Avântul Fălticeni   | 3:1 (0:1)            | Progresul CPCS Bukarest |
|                  | Metalul Hunedoara   | 4:4 n. V. (4:4, 1:2) | Flamura Roșie Arad      |
|                  | Flacăra Mediaș      | 2:3 (0:1)            | Dinamo Bukarest         |
|                  | Locomotiva Oradea   | 1:3 (1:1)            | Progresul Oradea        |
| 3. November 1955 | Dinamo „B“ Bukarest | 0:1 (0:1)            | Metalul Câmpia Turzii   |
|                  | Metalul Oțelu Roșu  | 0:5 (0:3)            | Dinamo Orașul Stalin    |

## Viertelfinale
| Datum             |                    | Ergebnis             |                       |
| ----------------- | ------------------ | -------------------- | --------------------- |
| 23. November 1955 | Flamura Roșie Arad | 1:1 n. V. (1:1, 1:0) | Locomotiva Bukarest   |
|                   | CCA Bukarest       | 5:2 (2:1)            | Metalul Câmpia Turzii |
|                   | Avântul Fălticeni  | 0:1 (0:1)            | Dinamo Bukarest       |
|                   | Progresul Oradea   | 2:1 (2:0)            | Dinamo Orașul Stalin  |

## Halbfinale
| Datum             |                  | Ergebnis  |                     |
| ----------------- | ---------------- | --------- | ------------------- |
| 4. Dezember 1955  | Progresul Oradea | 2:1 (0:1) | Dinamo Bukarest     |
| 11. Dezember 1955 | CCA Bukarest     | 4:0 (0:0) | Locomotiva Bukarest |

## Finale
| Paarung          | CCA Bukarest – Progresul Oradea |
| Ergebnis         | 6:3 n. V. (3:3, 0:1) |
| Datum            | 18. Dezember 1955 |
| Stadion          | Stadionul Republicii, Bukarest |
| Schiedsrichter   | Dumitru Schulder (Bukarest) |
| Tore             | 0:1 Ludovic Tóth (45.) 1:1 Francisc Zavoda (57.) 1:2 Alexandru Florea (58.) 2:2 Ion Alecsandrescu (65.) 3:2 Victor Moldovan (68.) 3:3 Ladislau Vlád (77.) 4:3 Gheorghe Constantin (95.) 5:3 Ștefan Onisie (101.) 6:3 Ion Alecsandrescu (108.) |
| CCA Bukarest     | Constantin Toma, Vasile Zavoda, Alexandru Karikas, Victor Dumitrescu, Ștefan Onisie, Tiberiu Bone, Victor Moldovan, Gheorghe Constantin, Ion Alecsandrescu, Francisc Zavoda, Nicolae Tătaru Cheftrainer: Ștefan Dobay                         |
| Progresul Oradea | Adalbert Gébner, Iancu Vărzan, Alexandru Coman, Gheorghe Barkó, Iosif Bartha, Ladislau Krempánszky, Ludovic Tóth, Ladislau Köszegy, Alexandru Florea, Ladislau Vlád, Iuliu Kiss Cheftrainer: Ladislau Ziláhi                                  |